# Oro (Álava)
Oro es un despoblado que actualmente forma parte del concejo de Vitoriano, que está situado en el municipio de Zuya, en la provincia de Álava, País Vasco (España).

## Historia
Documentado desde 1039, se desconoce cuándo se despobló.
Actualmente en sus tierras queda el Santuario de Nuestra Señora de Oro.